# Mycetophila pseudofunerea
Mycetophila pseudofunerea är en tvåvingeart som beskrevs av Duret 1992. Mycetophila pseudofunerea ingår i släktet Mycetophila och familjen svampmyggor. Inga underarter finns listade i Catalogue of Life.